# رونکوفردو
رونکوفردو (به ایتالیایی: Roncofreddo) یک کومونه در ایتالیا است که در استان فورلی-چزنا واقع شده‌است.

## خصوصیات
رونکوفردو ۵۱٫۷ کیلومترمربع مساحت و ۳٬۱۵۱ نفر جمعیت دارد و ۳۱۴ متر بالاتر از سطح دریا واقع شده‌است.